# Massacre de Cibeno
Invasion de la Sicile
- Lampedusa
- Corkscrew
- Mincemeat
- Barclay
- Animals
- Chestnut
- Narcissus
- Fustian
- Ladbroke
- Gela
- Troina
- Centuripe

Invasion de l'Italie
- Baytown
- Avalanche
- Rome
- Slapstick
- Armistice de Cassibile
- Achse
- Naples
- Bombardement du Vatican
- Ligne Volturno
- Libération de la Corse
- Ligne Barbara
- Bombardement de Bari

Ligne Gustave
- Ligne Bernhardt
- Raincoat
- San Pietro Infine
- Rivière Moro
- Ortona
- Rivière Rapido
- Monte Cassino
- Shingle
- Cisterna
- Diadem
- Strangle
- Ligne Trasimene
- Libération de Rome
- Ancône
- Brassard

Ligne gothique
- Rimini
- Saint-Marin
- Gemmano
- Montecieco
- Monte Castello
- Garfagnana

Offensive du printemps 1945
- Tombola
- Bowler
- Roast
- Bologne
- Argenta Gap
- Herring
- Collecchio

Guerre civile italienne
Le massacre de Cibeno (Eccidio di Cibeno) est un massacre perpétré par les SS le 12 juillet 1944 au stand de tir de Cibeno, un hameau devenu un quartier de Carpi, où 67 personnes enfermées dans le Camp de Fossoli ont été fusillées.
Ce crime a été défini comme « l'acte le plus brutal commis en Italie occupée par les SS sur des personnes internées dans un camp de concentration ».

## Histoire
La version officielle des Schutzstaffel est que l'exécution des prisonniers est une représailles pour le meurtre de sept soldats allemands à Gênes le 25 juin précédent. Cette version est remise en question parce que les représailles étaient généralement plus proches géographiquement et temporellement de la cause. Les hypothèses alternatives considèrent l'événement de Gênes comme un prétexte repris a posteriori, après que les commandements de Vérone et de Fossoli aient identifié une liste de prisonniers considérés particulièrement dangereux.,.
Le 11 juillet, les personnes qui devaient être exécutées ont été informées qu'elles seraient transférées dans une autre caserne du camp, afin qu'elles puissent être transférées le lendemain matin dans les camps de travail en Allemagne. Le transport a été organisé avec trois voyages en camion, directement au polygone de Carpi, et non à la gare comme cela avait été communiqué aux prisonniers. Teresio Olivelli a réussi à s'échapper du dernier groupe et s'est caché dans les remises du matériel où il resta caché jusqu'au début du mois d'août, date à laquelle tout le camp fut vidé et les prisonniers transférés à Bolzano : il mourut au camp de concentration de Hersbruck le 12 janvier 1945.
Sur les 69 personnes transférées au champ de tir, deux du deuxième groupe ont réussi à échapper à la mort. Arrivés au champ de tir, alors qu'ils étaient alignés au bord de la fosse, les deux hommes agressèrent les soldats allemands qui s'étaient approchés pour leur tirer une balle à la nuque et avaient fui à travers un trou dans la clôture de barbelés, puis disparu dans les champs. À la suite de la révolte, les Allemands ont également subi des dommages, comme en témoignent les bandages avec lesquels les autres prisonniers les ont vus retourner au camp pour le troisième transfert. Pour ce dernier transfert, les Allemands ont menotté les prisonniers au préalable.
Le dénombrement officiel des victimes a été longtemps incertain. L'épisode d'Olivelli est resté longtemps inconnu .

## Exhumation des corps
La reconnaissance des corps était difficile, car immédiatement après l'exécution de la chaux vive avait été répandue sur les corps. Les victimes sont toutes des hommes, âgés de 16 à 64 ans venant de différentes régions .
La presse de l'Italie libérée accorda une grande importance à l'exhumation des victimes et aux funérailles solennelles du 24 mai 1945, célébrées par l'archevêque de l'époque, Alfredo Ildefonso Schuster, qui eurent lieu dans la cathédrale de Milan.